# Stowarzyszenie Elektryków Polskich
Stowarzyszenie Elektryków Polskich (SEP) – polska organizacja pozarządowa integrująca środowisko elektryków polskiego pochodzenia z całego świata. 
Dzięki otwartej formule członkostwa zrzesza inżynierów i techników, oraz młodych adeptów (uczniów techników i szkół zawodowych) szeroko rozumianej elektryki. SEP zajmuje się głównie działalnością popularyzatorską oraz edukacyjną (szkolenia uprawniające do obsługi urządzeń elektrycznych, w tym uprawnienia do 1 kV). Zajmuje się także oceną zgodności wyrobów elektrycznych niskiego napięcia (od 1933 r.), poprzez Biuro Badawcze ds. Jakości, agendę SEP posiadającą akredytacje krajowe oraz uznania organizacji międzynarodowych i europejskich. Prowadzi też współpracę międzynarodową występując pod angielską nazwą Association of Polish Electrical Engineers. Należy do krajowej Federacji Stowarzyszeń Naukowo-Technicznych w Polsce oraz do europejskiej organizacji EUREL.

## Historia
Początki społecznego życia polskich elektrotechników datuje się na koniec XIX w. Pierwszą formą zrzeszenia była utworzona w 1899 r. Delegacja Elektrotechniczna przy Sekcji Technicznej Warszawskiego Oddziału Towarzystwa Popierania Rosyjskiego Przemysłu i Handlu w Warszawie. W następnych latach powstały zrzeszenia polskich elektryków we Lwowie, Dąbrowie Górniczej (potem w Sosnowcu), Krakowie, Łodzi i Poznaniu. Dopiero odzyskanie przez Polskę niepodległości pozwoliło skonsolidować rozproszoną aktywność społeczną polskich elektryków w ramach jednej organizacji. Nastąpiło to w trakcie I Zjazdu Elektrotechników Polskich, który odbył się w dniach 7-9 czerwca 1919 r. w Warszawie. Powołano wówczas Stowarzyszenie Elektrotechników Polskich (SEP), którego wszystkie wymienione wcześniej zrzeszenia stały się członkami-założycielami, przekształcając się w Koła SEP. Pierwszym Prezesem SEP został prof. Mieczysław Pożaryski. Według przyjętego statutu, zadaniem SEP było zrzeszanie elektrotechników polskich w celu wspólnej pracy w sprawach dotyczących całokształtu elektrotechniki, utrzymywania stosunków z pokrewnymi organizacjami zagranicznymi, krzewienie wiedzy elektrotechnicznej, tworzenie zbiorów, bibliotek, laboratoriów, biur rzeczoznawczych, pośrednictwa pracy, urządzanie zjazdów, wycieczek, wystaw, odczytów itp..
Do szczególnych osiągnięć SEP należało przejęcie wydawania od czerwca 1919 r. pierwszego polskiego czasopisma elektrotechnicznego „Przeglądu Elektrotechnicznego”, wydzielonego w maju tegoż roku z „Przeglądu Technicznego”. Z początkiem maja 1921 r. „Przegląd Elektrotechniczny” został oficjalnym organem SEP.
SEP podjął też działania wobec ofensywy bolszewickiej na Warszawę w 1920 r., tworząc Komisję Zaciągową. W 1921 r. powstały Koła SEP w Radomiu i Toruniu, a w 1928 r. w Bydgoszczy.
W 1928 r. podjęto reorganizację SEP poprzez skupienie w SEP całej, dotychczas rozproszonej, działalności stowarzyszeniowej polskich elektryków. Przyjęto wówczas nowy statut, w którym zmieniono nazwę ze Stowarzyszenia Elektrotechników Polskich na Stowarzyszenie Elektryków Polskich. Koła terenowe przekształcono w Oddziały, dysponujące większą autonomią. Jednocześnie utworzono kategorię członków zbiorowych, powołano funkcję Sekretarza Generalnego, a także wprowadzono instytucję corocznych Walnych Zgromadzeń Członków SEP. W związku z tymi zmianami do SEP weszło Stowarzyszenie Radiotechników Polskich (jako Sekcja Radiotechniczna SEP) i Polski Komitet Elektrotechniczny.
Zmiany z 1928 r. weszły w życie w 1929 r. podczas I Walnego Zgromadzenia SEP w Poznaniu. Rozpoczął się 10-letni intensywny okres rozwoju SEP. W 1939 r. do SEP przyłączyły się Stowarzyszenie Teletechników Polskich i Związek Polskich Inżynierów Elektryków. Przedwojenny SEP wywierał znaczący wpływ na rozwój wszelkich dziedzin elektryki w Polsce, odpowiadając m.in. za polskie słownictwo elektrotechniczne, normalizację i przepisy elektrotechniczne, badanie jakości wyrobów elektrycznych, wspierał rozwój szkolnictwa elektrotechnicznego, tak niższego jak i wyższego szczebla, elektrotechniczne oddziały w Wojsku Polskim itd. SEP rozwijał się też terytorialnie i ilościowo: o ile w 1929 r. istniało 9 Oddziałów: Warszawski, Lwowski, Sosnowiecki (przekształcony w 1931 r. w Oddział Zagłębia Węglowego, obejmujący również Śląsk, siedzibą były na zmianę Katowice i Sosnowiec), Łódzki, Krakowski, Poznański, Toruński, Radomski (w 1935 r. przekształcony w Radomsko-Kielecki z siedzibą w Skarżysku-Kamiennej) i Bydgoski, to w latach 30. XX wieku powstały jeszcze: Wileński (1932), Wybrzeża Morskiego (z siedzibą w Gdyni, 1932), Wołyński (1934, z siedzibą w Łucku) i Lubelski (1936). Liczba członków zwyczajnych wzrosła z 447 w 1929 r. do 1521 w 1939 r.
W październiku 1939 r. Stowarzyszenie Elektryków Polskich zostało zdelegalizowane przez okupacyjne władze niemieckie. Jednak w kraju, a nawet w obozach jenieckich i skupiskach polskich na zachodzie, członkowie SEP jednoczyli się i wykonywali konspiracyjnie różne prace o znaczeniu zarówno dla powojennego społeczeństwa (jak np. opracowywanie planów elektryfikacji Polski), jak i dla walki z wrogiem. Elektrycy polscy w Wielkiej Brytanii w czasie wojny utworzyli w 1941 r. Oddział Brytyjski SEP z siedzibą w Londynie, który po II wojnie światowej przekształcono w osobne Stowarzyszenie Elektryków Polskich w Wielkiej Brytanii.
W szeregach SEP byli także m.in.:
- prof. Alfons Hoffmann
- prof. Stanisław Fryze
- prof. Roman Podoski
- prof. Janusz Groszkowski
- prof. Stanisław Bolkowski
- prof. Marian Mazur

## Oddziały SEP

Oddziały SEP na tle podziału administracyjnego Polski sprzed 1999 r.

Biała Podlaska, Białystok, Bielsko-Biała, Bydgoszcz, Chełm, Ciechanów, Częstochowa, Elbląg, Gdańsk, Gliwice, Gorzów Wielkopolski, Jelenia Góra, Kalisz, Katowice (Oddz. Zagłębie Węglowe), Kielce, Konin, Koszalin, Kraków, Krosno, Legnica, Lublin, Łomża, Łódź, Nowa Huta, Olsztyn, Opole, Ostrołęka, Piła, Piotrków Trybunalski, Płock, Poznań, Przemyśl, Radom, Rzeszów, Siedlce, Sieradz, Skierniewice, Słupsk, Suwałki, Szczecin, Tarnobrzeg, Tarnów, Toruń, Wałbrzych, Warszawa, Włocławek, Wrocław, Zamość, Zielona Góra oraz Oddział Elektroniki, Informatyki, Telekomunikacji (łącznie 50 – w porównaniu ze starym podziałem administracyjnym brak oddziałów w Lesznie i Nowym Sączu, w zamian w Gliwicach i Nowej Hucie).
Oddział Gdańsk powstał w 1947 r. w wyniku przekształcenia Oddziału Wybrzeża Morskiego SEP w Gdyni.

## Prezesi SEP
- 1919–1928 – Mieczysław Pożaryski (pierwszy Prezes SEP)
- 1928–1929 – Kazimierz Straszewski
- 1929–1930 – Zygmunt Okoniewski
- 1930–1931 – Kazimierz Straszewski
- 1931–1932 – Felicjan Karśnicki
- 1932–1933 – Tadeusz Czaplicki
- 1933–1934 – Alfons Kühn
- 1934–1935 – Jan Obrąpalski
- 1935–1936 – Alfons Kühn
- 1936–1937 – Janusz Groszkowski
- 1937–1938 – Alfons Hoffmann
- 1938–1939 – Kazimierz Szpotański
- 1939 – Antoni Krzyczkowski
- 1939–1946 – Kazimierz Szpotański
- 1946–1947 – Kazimierz Straszewski
- 1947–1949 – Włodzimierz Szumilin
- 1949–1950 – Stanisław Ignatowicz
- 1950–1951 – Tadeusz Żarnecki
- 1951–1952 – Jerzy Lando
- 1952–1959 – Kazimierz Kolbiński
- 1959–1961 – Tadeusz Kahl
- 1961–1981 – Tadeusz Dryzek
- 1981–1987 – Jacek Szpotański
- 1987–1990 – Bohdan Paszkowski
- 1990–1994 – Jacek Szpotański
- 1994–1998 – Cyprian Brudkowski
- 1998–2002 – Stanisław Bolkowski
- 2002–2006 – Stanisław Bolkowski
- 2006–2010 – Jerzy Barglik
- 2010–2014 – Jerzy Barglik
- 2014–2022 – Piotr Szymczak
- od 2022 – Sławomir Cieślik

## Czasopisma wydawane przez SEP
- Elektronika – konstrukcje, technologie, zastosowania
- Energetyka – Problemy energetyki i gospodarki paliwowo-energetycznej
- Informacje o Normach i Przepisach Elektrycznych
- Opto-Electronics Review
- Przegląd Elektrotechniczny
- Przegląd Telekomunikacyjny – Wiadomości Telekomunikacyjne
- Radioelektronik
- Spektrum – Biuletyn organizacyjny i naukowo-techniczny Stowarzyszenia Elektryków Polskich
- Wiadomości Elektrotechniczne
- Biuletyny i informatory oddziałów SEP